# Winkelberggroeve

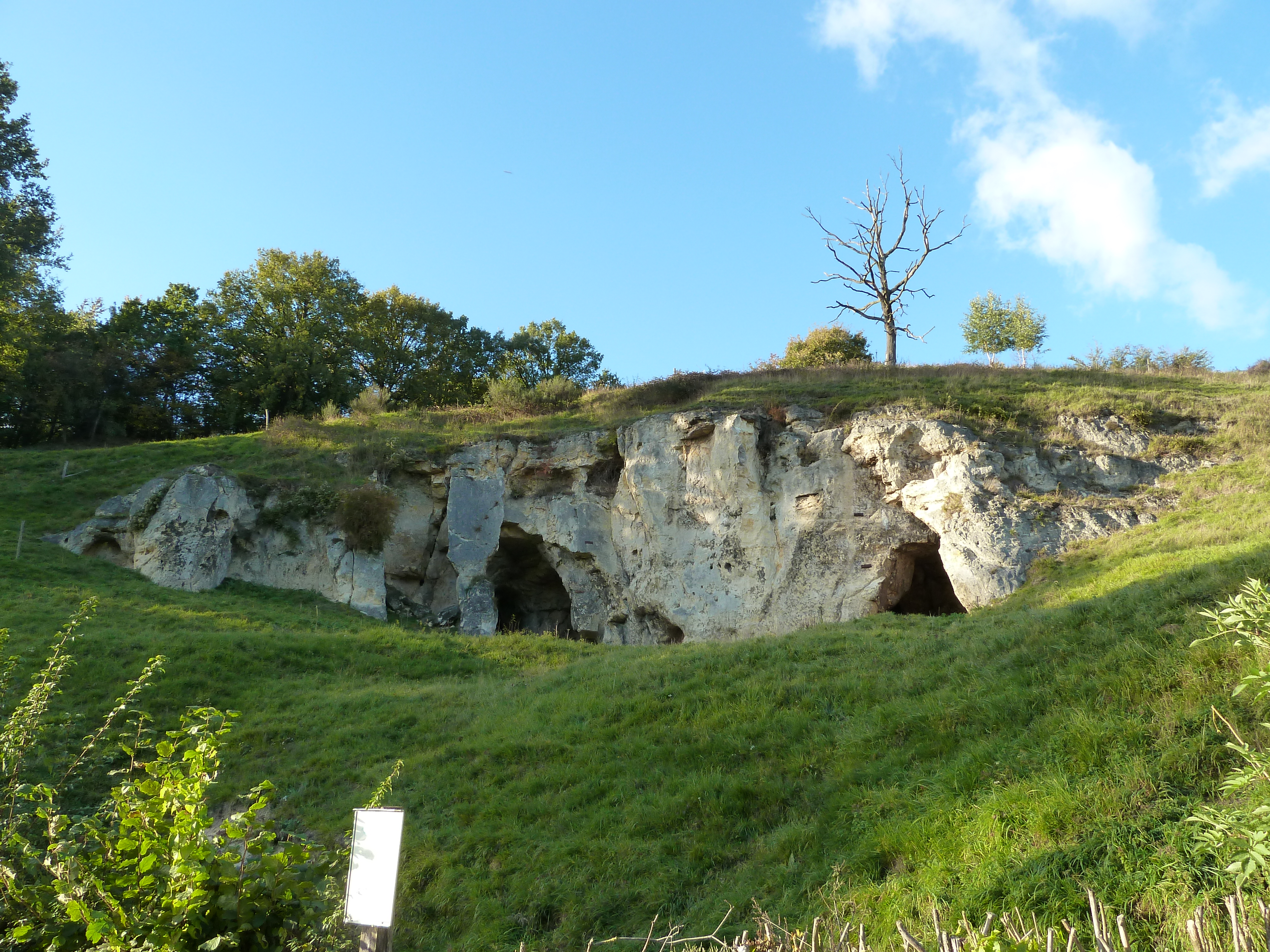
Winkelberggroeve gezien vanaf Koelebosweg

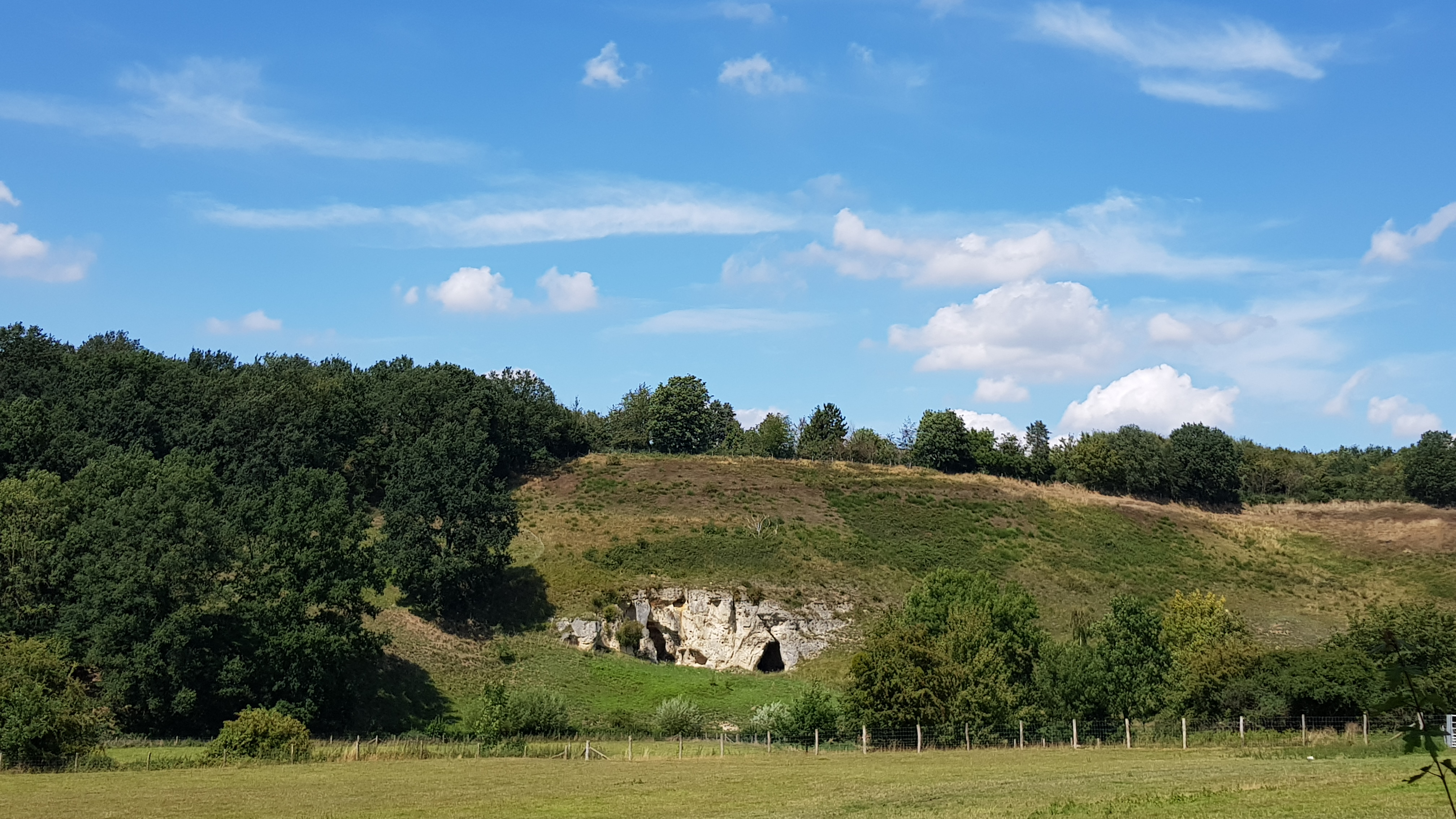
Winkelberggroeve gezien vanaf de Krekelberg

De Winkelberggroeve of Winckelberggroeve is een Limburgse mergelgroeve in de Nederlandse gemeente Eijsden-Margraten. De ondergrondse groeve ligt aan de oostzijde van de Bemelerberg, ten noordoosten van Bemelen in het droogdal Koelbosgrub nabij de Koelebosweg. Aan de overzijde van het droogdal ligt de Krekelberg. De groeve ligt aan de westelijke rand van het Plateau van Margraten in de overgang naar het Maasdal. In de omgeving duikt het plateau een aantal meter steil naar beneden.
Op ongeveer 250 meter naar het zuidwesten ligt de Strooberggroeve (onder de Bemelerberg), ongeveer 150 meter naar het noordoosten ligt de Cluysberggroeve, ongeveer 300 meter naar het oosten ligt de Gasthuisdelgroeve en ongeveer 300 meter naar het zuiden liggen de Groeve Onder de weg, Bemelerbosgroeve I en Bemelerbosgroeve III.

## Geschiedenis
Voor 1700 werd de groeve in gebruik genomen door blokbrekers.

## Groeve
De Winkelberggroeve heeft een landschapsbepalende ingangspartij en bestaat uit enkele korte gangen.